# Albufera-Sauce

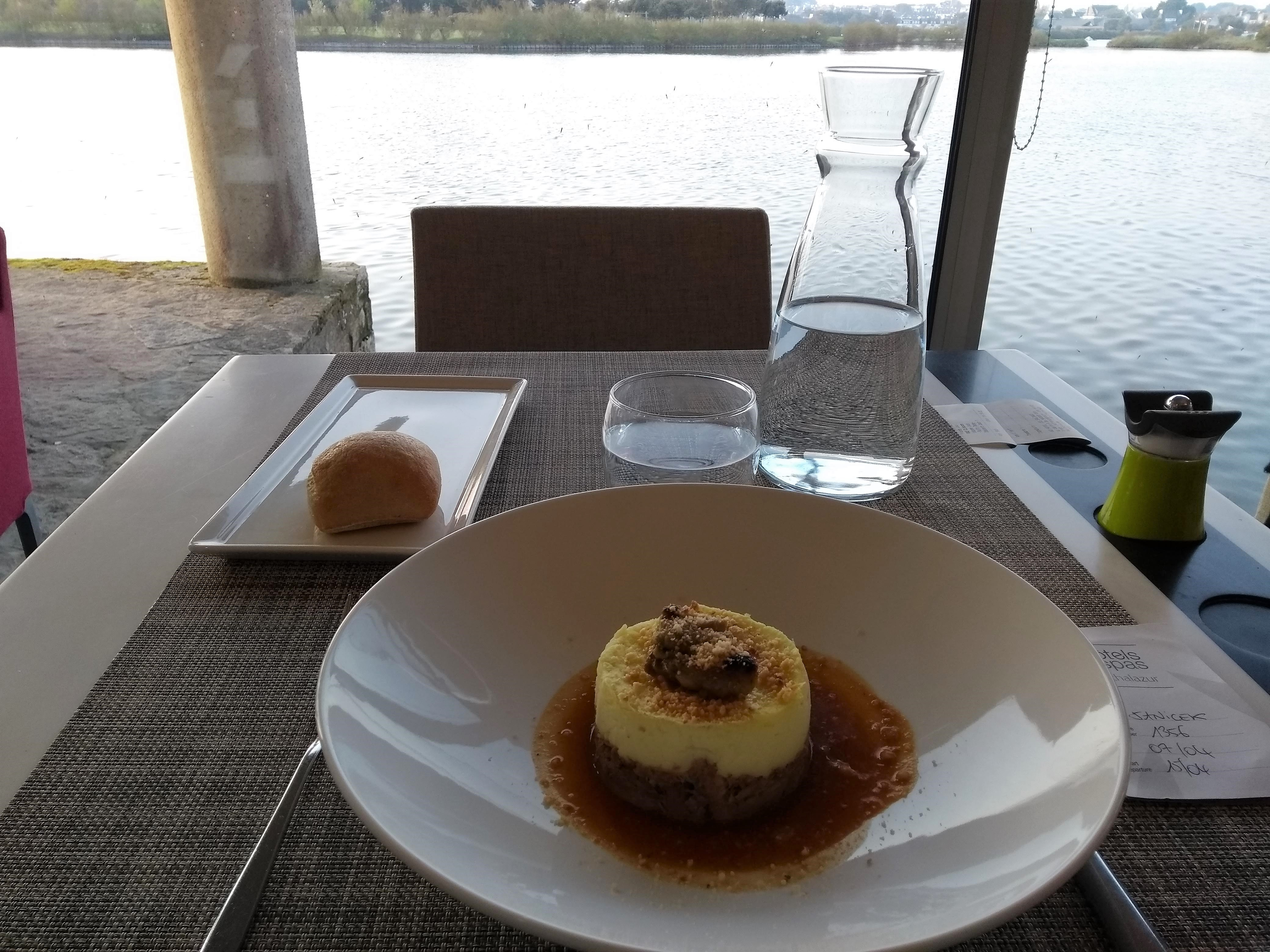

Albufera-Sauce ist eine Ableitung der Geflügelrahmsauce. Sie gehört zu den warmen Saucen und wird zu Hühnchen, Ente oder Sirloin gereicht, die den entsprechenden Beinamen „à la d’Albufera“ bekommen. Die Bezeichnung soll eine Widmung des französischen Meisterkochs Marie-Antoine Carême an den französischen Marschall Louis Gabriel Suchet gewesen sein, der den Titel Duc d’Albufera trug. Die Legende besagt, dass Carême (oder sein Nachfolger Armand Plumerey) dem Marschall im Jahr 1812 eine „Ente à la d’Albufera“ serviert haben soll, nachdem Suchet den Sieg bei Murviedro errungen hatte.

## Zubereitung
Für die klassische Albufera-Sauce wird eine dicke Geflügelrahmsauce mit Geflügelbrühe und Crème fraîche zu je etwa gleichen Teilen sowie etwas Butter eingekocht. Feine Paprikawürfelchen werden in Butter angeschwitzt, abkühlen gelassen, püriert und durch ein Sieb gestrichen. Die stark reduzierte Sauce wird mit der Paprikabutter und etwas Fleischglace montiert. Für die moderne Variante werden für die Paprikabutter gegrillte entkernte Paprikaschoten verwendet.